# Naiade (sommergibile)
Il Naiade è stato un sommergibile della Regia Marina.

## Storia
Una volta in servizio fu assegnato alla X Squadriglia Sommergibili, con sede a Brindisi.
Nel 1934 svolse un viaggio di addestramento nel bacino occidentale del Mediterraneo, con tappe ad Almería e nelle Baleari.
Nel 1935 e nel 1936 fu ancora impiegaro nell'addestramento in acque italiane.
Nel novembre 1936 fu uno dei primi sommergibili italiani a partecipare alla guerra di Spagna: compì tre missioni fino al settembre 1937, della durata rispettivamente di 8, 9 e 6 giorni, sia in acque spagnole che in Mar Egeo, ma non avvistò navi sospette.
Nel 1937 fu dislocato a Lero e l'anno successivo a Brindisi, inquadrato nella 42ª Squadriglia Sommergibili. Infine, verso il 1940, fu destinato alla base libica di Tobruk.
Inviato al largo di Alessandria d'Egitto per la prima missione (al comando del tenente di vascello Luigi Baroni), il 12 giugno 1940 attaccò col cannone un convoglio di pontoni a rimorchio: il munizionamento era però difettoso a causa dell'acqua infiltratasi e, quando la cannoniera che scortava il convoglio prese a bersagliarlo con le mitragliere, il sommergibile dovette ripiegare. Intorno alle dieci di sera del medesimo giorno individuò la grossa nave cisterna norvegese Orkanger (8029 tsl) in navigazione, all'apparenza sola, verso Alessandria: il Naiade lanciò tre siluri, due dei quali colpirono a prua e a centro nave, mentre il terzo, difettoso, mancò il bersaglio. Mentre l’Orkanger affondava (fu il primo mercantile affondato da un'unità italiana nel secondo conflitto mondiale) il sommergibile si allontanò eludendo senza danni numerose scariche di bombe di profondità da parte delle unità di scorta, che non erano state viste. Il 15 giugno il Naiade fece ritorno a Tobruk.
Successivamente ne assunse il comando il tenente di vascello Pietro Notarbartolo.
La sera del 14 dicembre, mentre si trovava in missione al largo di Sidi el Barrani, ascoltò all'idrofono i rumori delle turbine di due navi: si trattava dei cacciatorpediniere britannici Hereward e Hyperion, contro i quali diresse per attaccare a quota periscopica. Fu tuttavia rilevato dalle due navi inglesi, che lo sottoposero a caccia antisommergibile: le bombe di profondità scoppiarono ad una quota leggermente più profonda di quella a cui si trovava il Naiade, ma le concussioni ne investirono lo scafo provocando gravi danni ed una vittima, il marinaio Gaetano Francoforte. Emerso per evitare di affondare con tutto l'equipaggio e per cercare di reagire col cannone, il sommergibile, essendo il pezzo inutilizzabile, fu abbandonato dopo l'avviamento delle manovre di autoaffondamento, e s'inabissò poco dopo. L'equipaggio fu tratto in salvo per intero (e catturato) dall’Hereward e dall’Hyperion.
In tutto il Naiade aveva svolto 4 missioni offensivo-esplorative e 4 di trasferimento, per complessive 4508 miglia di navigazione in superficie ed 818 in immersione.